# Martella utingae
Martella utingae là một loài nhện trong họ Salticidae.
Loài này thuộc chi Martella. Martella utingae được María Elena Galiano miêu tả năm 1967.